# 데브구루
데브구루(DEVGURU)는 대한민국 서울에 위치한 소프트웨어 개발 회사이다.
2002년에 창립하여 System Programming과 Device Driver 개발을 주력으로 하고 있다.
모바일 솔루션, 장치 가상화, 원격지원, 보안 관련 솔루션, 교육, Microsoft WHQL 인증 서비스 등의 업무를 진행하고 있고 Twomon, EasyBee 등의 애플리케이션을 개발, 판매하고 있다.
데브구루의 슬로건은 "선한기업"이다.

## 회사 연혁
2002. 07   데브구루 설립

2003. 03   데브구루 교육센터 설립
2003. 12   교육용 USB 개발 킷 U1000 출시
2004. 08   법인 전환 및 “(주)데브구루”로 상호 변경
2004. 08   법인 전환 및 “(주)데브구루”로 상호 변경
2004. 12   Microsoft사 Business Partner 체결

2005. 02   Microsoft사와 Device Driver 부분 기술 제휴
2005. 02   MSS(Mobile Service Solution) 출시

2008. 01  품질경영시스템 인증 ISO 9001:2000 취득
2008. 02  중소기업청 주관 ‘기술 혁신형 중소기업(INNO-BIZ)’ 선정
2008. 02  기업 부설 연구소 설립
2008. 05  단국대학교 산학협력 체결
2008. 10  벤처기업협회 주관 ‘벤처기업’ 선정

2009. 11  한국마이크로소프트와 멀티스테이지 기술 협약 체결 

2010. 10  삼성전자 단말용 전사 통합 USB  Driver 솔루션 공급 계약 체결
2010. 12  팬택 LTE 모뎀에 USB Driver 솔루션 공급
2010. 12  서울시 주관 ‘일자리창출 우수기업’ 선정

2011. 10   전문연구요원 병역특례업체 선정

2012. 09  서울과학기술대학교 산학협력 체결
2012. 09   이노비즈협회 주관 ‘2012 취업하고 싶은 중소기업’ 선정
2012. 09   태블릿 모니터 애플리케이션 Twomon 출시

2013. 01  공주대학교 산학협력 체결
2013. 09  이노비즈협회 주관 ‘2013 취업하고 싶은 중소기업’ 선정
2013. 10   특허청 주관 ‘직무발명보상 우수기업’ 선정

2014. 02   태블릿 모니터 애플리케이션 TwomonUSB 출시
2014. 03   서울특별시 ‘2014년 모범납세기업’ 선정
2014. 04   중소기업진흥공단 주관 ‘일하기 좋은 으뜸기업’ 선정
2014. 05   iOS 데이터 변환 솔루션 TTi(Talk To iOS) 출시
2014. 08   가산디지털단지 회사 확장 이전
2014. 09   태블릿 모니터 애플리케이션 TwomonUSB GS 인증 획득
2014. 10   평촌 공업고등학교 산학협력 체결
2015. 06   2015 Interop Tokyo, Best of Show Award 특별상 수상
2015. 07   TwomonUSB, 신 소프트웨어상품대상 일반SW 부문 장관상 수상
2015. 11   문화체육관광부 주관 ‘2015 여가친화기업’ 선정
2015. 12   중소기업청 주관 ‘인재육성형 중소기업’ 선정
2016. 03   아이폰 파일관리 솔루션 EasyBee 출시
2017. 04   2017년 청년친화 강소기업 선정
2017. 04   고용노동부 주관 ‘2017년 청년친화 강소기업’ 선정
2017. 07   태블릿 디지타이저 애플리케이션 EasyCanvas 출시
2017. 07   서울특별시 ‘2017년 모범납세기업’ 선정
2017. 10   한국소프트웨어산업협회 주관 ‘2017 일하기 좋은 SW전문 기업’ 수상

2018. 01   고용노동부 주관 ‘2018년 청년친화 강소기업’ 선정
2018. 06   확장모니터 애플리케이션 Twomon SE 출시
2018. 12   문화체육관광부 주관 ‘2018 여가친화기업’ 선정
2019. 01   서울시 우수기업 브랜드 '하이서울브랜드' 기업 선정
2019. 01   고용노동부 주 ‘2019년 청년친화 강소기업’ 선정
2019. 05   삼성전자 Flow USB 포트 포워딩 솔루션 공급
2019. 05   삼성전자 DEX USB 포트 포워딩 솔루션 공급
2019. 06   서울시 주관 ‘2019 서울형 강소기업’ 선정

2020. 01   고용노동부 주관 ‘2020년 청년친화 강소기업’ 선정
2020. 05   서울특별시 ‘2020년 모범납세기업’ 선정
2020. 06   태블릿 디지타이저 애플리케이션 EasyCanvas Pro 출시
2020. 09   중소기업청 선정 ‘경영 혁신형 중소기업(MAIN-BIZ)’ 지정
2020. 12   태블릿 디지타이저 애플리케이션 EasyCanvas Pro Android 버전 출시
2020. 12   여성가족부 주관 ‘가족친화기업’ 선정
2020. 12   문화체육관광부 주관 ‘2020 여가친화기업’ 선정

2021. 01   고용노동부 주관 ‘2021년 청년친화 강소기업’ 선정
2021. 01   태블릿 디지타이저 애플리케이션 EasyCanvas Pro GS인증 획득
2021. 09   인도네시아 해양쓰레기 관리개선 플랫폼 공급
2021. 11  EasyCanvas Pro, 신소프트웨어상품대상 멀티미디어&서비스SW 부문 장관상 수상

2022. 01  고용노동부 주관 ‘2022년 청년친화 강소기업’ 선정
2022. 04  서울특별시 ‘2022년 모범납세기업’ 선정
2022 .05  서울시 주관 ‘2022 서울형 강소기업’ 선정
2022. 06  해양쓰레기 데이터 포털 온라인 플랫폼 오션 클라우드 출시 및 운영
2022 .09  서울산업진흥원 주관 ‘고용안정 우수기업’ 선정

2023. 01  필리핀 마닐라만 해양쓰레기 관리 역량강화 플랫폼 공급
2023. 01  고용노동부 주관 ‘2023년 청년친화 강소기업’ 선정
2023. 12  한국ESG학회 주관 ‘한국ESG대상’ 수상

2024. 01  고용노동부 주관 ‘2024년 청년친화 강소기업’ 선정 (8년 연속)
2024. 11  해양쓰레기 관찰 및 수집 애플리케이션 어번 나이츠 AI 출시
2024. 12  AI 기반 울릉도 해양생물 모니터링 시스템 연구 개발

## 주요 제품 및 서비스
▶ 솔루션
- Mobile Service Solution
- Talk To iOS
- Remote Control Solution
- Win USB/IP 보관됨 2021-01-28 - 웨이백 머신
- WHQL 인증
- 개발 기술 지원

▶ 제품
- Twomon SE
- EasyCanvas Pro 보관됨 2021-01-19 - 웨이백 머신
- EasyBee 보관됨 2016-09-03 - 웨이백 머신

## 보유 기술
2007. 11  「무선통신모듈을 가상 이더넷으로 이용한 인터넷 접속 방법 및 시스템」 특허 취득
2010. 12  「외부 장치 인식 장치 및 방법」 특허 취득
2011. 03  「컴퓨팅 장치 및 상기 컴퓨팅 장치의 외부장치 인식 방법」 특허 취득
2012. 11  「USB 장치 및 상기 USB 장치의 운영체제 판별 방법」 특허 취득
2015. 05  「단말 장치 및 상기 단말 장치의 커서 동기화 출력 방법」 특허 취득
2022. 12  「전자 장치에서 인터페이스 제어 장치 및 방법」 특허 출원
2024. 07  「인공지능 모델의 성능 개선을 위한 학습 데이터 수집 프로세스를 수행할 수 있는 전자 장치 및 그 동작 방법」 특허 출원 